# Clásica de Almería 2017
La 30.ª edición de la Clásica de Almería, se disputó el domingo 12 de febrero de 2017 sobre un recorrido de 190,9 km por la provincia de Almería con inicio en Almería y final en Roquetas de Mar.
La prueba perteneció al UCI Europe Tour 2017 de los Circuitos Continentales UCI, dentro de la categoría 1.1.
La carrera fue gananda al sprint por el danés Magnus Cort del equipo Orica-Scott con un tiempo de 4 h 31 min y 22 s. Le acompañarón en el podio el alemán Rüdiger Selig (Bora-Hansgrohe) y el belga Jens Debusschere (Lotto Soudal).

## Equipos participantes
| WorldTeams (6)- Bahrain-Merida - Bora-Hansgrohe - Katusha-Alpecin - Lotto-Soudal - Movistar Team - Orica-Scott Equipos continentales profesionales (9)- Caja Rural-Seguros RGA - CCC Sprandi Polkowice - Cofidis, Solutions Crédits - Direct Énergie - Gazprom-RusVelo - Roompot-Nederlandse Loterij - Sport Vlaanderen-Baloise - Verandas Willems-Crelan - Wanty-Groupe Gobert Equipos continentales (2)- Burgos-BH - Euskadi Basque Country-Murias |
| |

## Clasificaciones finales
- Las clasificaciones finalizaron de la siguiente forma:[3]

| \| Clasificación general \| Clasificación general \| Clasificación general \| Clasificación general \| Clasificación general \| \| Ciclista \| Ciclista \| Equipo \| Tiempo \| \| \| --------------------- \| --------------------- \| --------------------------- \| --------------------- \| --------------------- \| \| 1.º \| Magnus Cort \| Orica-Scott \| 4 h 31 min 22 s \| \| \| 2.º \| Rüdiger Selig \| Bora-Hansgrohe \| + 0 s \| \| \| 3.º \| Jens Debusschere \| Lotto-Soudal \| + 0 s \| \| \| 4.º \| Carlos Barbero \| Movistar Team \| + 0 s \| \| \| 5.º \| Amaury Capiot \| Sport Vlaanderen-Baloise \| + 0 s \| \| \| 6.º \| Baptiste Planckaert \| Katusha-Alpecin \| + 0 s \| \| \| 7.º \| Maciej Paterski \| CCC Sprandi Polkowice \| + 0 s \| \| \| 8.º \| Daniel López Parada \| Burgos-BH \| + 0 s \| \| \| 9.º \| Raymond Kreder \| Roompot-Nederlandse Loterij \| + 0 s \| \| \| 10.º \| Jonas Van Genechten \| Cofidis, Solutions Crédits \| + 0 s \| \| |                     |                             |                 |
| |                     |                             |                 |
| Fuentes: ProCyclingStats Cycling Quotient Cycling Archives |                     |                             |                 |
| Clasificación general |                     |                             |                 |
| Ciclista | Ciclista            | Equipo                      | Tiempo          |
| 1.º | Magnus Cort         | Orica-Scott                 | 4 h 31 min 22 s |
| 2.º | Rüdiger Selig       | Bora-Hansgrohe              | + 0 s           |
| 3.º | Jens Debusschere    | Lotto-Soudal                | + 0 s           |
| 4.º | Carlos Barbero      | Movistar Team               | + 0 s           |
| 5.º | Amaury Capiot       | Sport Vlaanderen-Baloise    | + 0 s           |
| 6.º | Baptiste Planckaert | Katusha-Alpecin             | + 0 s           |
| 7.º | Maciej Paterski     | CCC Sprandi Polkowice       | + 0 s           |
| 8.º | Daniel López Parada | Burgos-BH                   | + 0 s           |
| 9.º | Raymond Kreder      | Roompot-Nederlandse Loterij | + 0 s           |
| 10.º | Jonas Van Genechten | Cofidis, Solutions Crédits  | + 0 s           |

## UCI World Ranking
La Clásica de Almería otorga puntos para el UCI Europe Tour 2017 y el UCI World Ranking, este último para corredores de los equipos en las categorías UCI ProTeam, Profesional Continental y Equipos Continentales. Las siguientes tablas son el baremo de puntuación y los corredores que obtuvieron puntos:
| Posición              | 1.ª | 2.ª | 3.ª | 4.ª | 5.ª | 6.ª | 7.ª | 8.ª | 9.ª | 10.ª |
| Clasificación general | 125 | 85  | 70  | 60  | 50  | 40  | 35  | 30  | 25  | 20   |

| 1.º  | Magnus Cort         | Orica-Scott                 | 125 |
| 2.º  | Rüdiger Selig       | Bora-Hansgrohe              | 85  |
| 3.º  | Jens Debusschere    | Lotto Soudal                | 70  |
| 4.º  | Carlos Barbero      | Movistar                    | 60  |
| 5.º  | Amaury Capiot       | Sport Vlaanderen-Baloise    | 50  |
| 6.º  | Baptiste Planckaert | Katusha-Alpecin             | 40  |
| 7.º  | Maciej Paterski     | CCC Sprandi Polkowice       | 35  |
| 8.º  | Daniel López        | Burgos-BH                   | 30  |
| 9.º  | Raymond Kreder      | Roompot-Nederlandse Loterij | 25  |
| 10.º | Jonas Van Genechten | Cofidis, Solutions Crédits  | 20  |